# F. Melius Christiansen

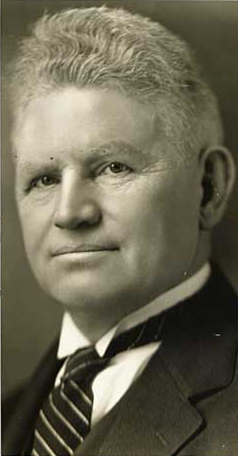
F. Melius Christiansen en 1926

F. Melius Christiansen (1871-1955) fue un violinista noruego y director de coro en la tradición coral luterana. Aunque su primer amor era el violín, recibió fama internacional como director del Coro St. Olaf, del Colegio St. Olaf in Northfield, Minnesota entre 1903 y 1944. Christiansen estudió música en Leipzig, Alemania y fue considerado un pionero en la música de coro sin acompañamiento. Compuso y arregló más de 250 selecciones musicales y sus técnicas corales se extendieron por todos los Estados Unidos por los graduados de St. Olaf. La gran tradición coral de Christiansen es una característica reconocida del luteranismo estadounidense.